# Guardia Nacional de Georgia
La Guardia Nacional de Georgia (GNG) (en georgiano: საქართველოს ეროვნული გვარდია, sakartvelos erovnuli gvardia) es una estructura militar dentro de las Fuerzas Armadas georgianas, con estatus de departamento dentro de la estructura del Ministerio de Defensa. Sus tareas son las amenazas externas, los disturbios civiles y los desastres naturales. La Guardia nacional también es la responsable de la movilización de reservistas.
La Guardia Nacional fue fundada el 20 de diciembre de 1990 y estaba compuesta por voluntarios. Se convirtió en la primera formación militar de la entonces RSS de Georgia, que sería después la base para las fuerzas armadas regulares. Casi desde su nacimiento, la Guardia Nacional se vio directamente implicada en la política georgiana. Fue la mayor fuerza paramilitar que luchó en la Guerra Civil Georgiana, y en los conflictos de Osetia del Sur y Abjasia a principio de la década de 1990.
En el 2007, la Guardia Nacional de Georgia era de 20.554 hombres, y su comandante era el coronel Davit Aptsiauri (დავით აფციაური).